# Lagascea
Lagascea é um género botânico pertencente à família Asteraceae.
1. ↑  «Lagascea». World Flora Online. Consultado em 2 de maio de 2023